# Munhoz & Mariano
Munhoz & Mariano é uma dupla sertaneja brasileira formada em 2006 pelos amigos de infância e cantores Munhoz (vocal e violão) e Mariano (vocal).
Em 2011, a dupla lança seu primeiro DVD ao vivo, Ao Vivo em Campo Grande, gravado em uma casa de shows da capital sul-matogrossense. Em 2012, foi lançado o segundo álbum ao vivo da dupla, disponibilizado em CD e DVD, nomeado Ao vivo em Campo Grande, Vol. 2. Seu single "Camaro Amarelo" atingiu a primeira posição da tabela brasileira compilada pela Crowley Broadcast Analysis.

## Biografia e carreira

### Início da carreira
A dupla Munhoz & Mariano, começou após Munhoz, que era violinista de uma dupla sertaneja de Campo Grande, chamar seu amigo Mariano para ajudar a dupla, após um tempo Frango & Toiço, como eram conhecidos, decidem formar sua própria dupla, e os amigos que se conheciam desde os 6 anos, finalmente se juntam na carreira artística.
Assim, Mariano como primeira voz e Munhoz como segunda voz, além de empresário, técnico de som e produtor musical da dupla, seguem seu sonho, a já que ambos faziam faculdades e já trabalhavam. A dupla começou com o nome de Ricardo & Raphael, porém já existia uma dupla com esse nome, e, após insistência de Munhoz, eles alteraram o nome para Munhoz & Mariano, o terceiro nome de Raphael e segundo de Ricardo.
Os músicos, que começaram se apresentando em postos de gasolina e casas de shows, com salários que variavam de 150 a 350 reais por show, ou apenas 6 latinhas de cervejas, sofreram preconceito devido ao nome pesado e ao timbre de voz grave de Mariano, em contraste com a conhecida voz aguda, predominante na música sertaneja, além do fato da dupla abusar da sexualidade em suas coreografias.

### Garagem do Faustão
Em outubro de 2010, a dupla Munhoz & Mariano ganhou o concurso Garagem do Faustão do programa Domingão do Faustão. Com a vitória, eles tocaram no Festival Pop Sertanejo. A música "Sonho Bom" venceu com 35% dos votos, numa votação realizada pela internet. Foi a primeira aparição da dupla do Mato Grosso do Sul em rede nacional. Depois do programa, muitas portas se abriram para dupla que antes fazia entre dez e doze shows por mês, e hoje faz entre 22 a 25 shows.

### Ao Vivo em Campo Grande, Vol. I e II
Em 2011, Munhoz & Mariano escolhem Campo Grande como sede do seu primeiro DVD, o repertório foi escolhido a dedo pela dupla, pelo empresário e pelo produtor musical. Com canções animadas e letras despojadas, a dupla animou 3 mil pessoas em 2 horas de show. O CD ao vivo teve 16 faixas e canções de sucesso como "Zé Goré", "Putaiada" e "Beberrão". Após a gravação, a dupla escolheu mais uma vez a cidade natal para o lançamento do CD onde novamente surpreenderam: sucesso de público e quase 5 mil pessoas em um clube fechado da cidade.
Em 6 de maio de 2012, cerca de 90 mil pessoas prestigiaram a gravação do segundo DVD de Munhoz e Mariano. O evento aconteceu no Parque das Nações Indígenas, também em Campo Grande, e contou com participações especiais de Maria Cecília e Rodolfo, João Neto & Frederico e Fred & Gustavo. Com a megaestrutura, orçada em R$ 2 milhões, os dois foram recebidos por show pirotécnico e fogos de artifícios. Com gritos histéricos dos fãs, a estrutura, helicóptero e câmera de aeromodelismo sobrevoam para registrar imagens aéreas, com aparelhos de última geração. No repertorio, músicas de sucessos como "Final de Semana", "Te Quero Bem", "Eu Vou Pegar Você e Tãe", "Eu Te Avisei" e "Sonho Bom". Das canções novas, destaque para "Nuvem Negra" e "Camaro Amarelo". Os convidados deram o tom em "Casa Amarela" com Fred & Gustavo, "Dois Mundos"  com Maria Cecília e Rodolfo e "Balada Louca" com João Neto e Frederico.

## Características musicais
A dupla acabou ficando famosa por promover uma dança cheia de rebolados como parte da coreografia das músicas, a ideia de investir em coreografias sensuais foi incentivada inicialmente pela mãe de Mariano, Valentina, que, segundo o vocalista, teria dito "vocês têm que usar o sexo, mexer com a mulherada".
Apesar do sucesso atual, a dupla sofreu preconceito devido ao fato de abusarem dos rebolados e da sexualidade em suas coreografias e devido ao timbre grave da voz de Mariano.

## Discografia

### Álbuns
- 2009 - Munhoz & Mariano
- 2011 - Ao Vivo em Campo Grande (CD/DVD)
- 2012 - Ao Vivo em Campo Grande II (CD/DVD)
- 2014 - Nunca Desista (CD/DVD)
- 2017 - Violada dos Munhoiz
- 2018 - M&M 10 Anos
- 2019 - Buteco - Ao Vivo

### Singles
- 2010: "Sonho Bom"
- 2011: "Comendo Água"
- 2011: "Te Quero Bem"
- 2011: "Eu Vou Pegar Você e Tãe"
- 2012: "Camaro Amarelo"
- 2012: "Balada Louca" (Part. João Neto & Frederico)
- 2013: "A Bela e o Fera"
- 2013: "Pantera Cor de Rosa"
- 2014: "Copo na Mão"
- 2014: "Longe Daqui" (Part. Luan Santana)
- 2014: "Bote Quente"
- 2014: "Seu Bombeiro"
- 2015: "Se Quer Ir Então Vai"
- 2015: "Ela Não Pode Saber"
- 2016: "Amor a 3"
- 2016: "Pen Drive de Modão" (Part. Zé Neto & Cristiano)
- 2017: "Tomador de Whisky"
- 2017: "Mulherão da Porra" (part. Jerry Smith)
- 2019: "Guitarrinha Malvada"